# Norwegia na Zimowych Igrzyskach Olimpijskich 1998
Norwegię na Zimowych Igrzyskach Olimpijskich 1998 reprezentowało 76 zawodników. Był to osiemnasty start Norwegii na zimowych igrzyskach olimpijskich.

## Zdobyte medale
| Medal  | Zawodnik                                                                          | Dyscyplina sportowa   | Konkurencja                      |
| ------ | --------------------------------------------------------------------------------- | --------------------- | -------------------------------- |
| Złoto  | Hans Petter Buraas                                                                | Narciarstwo alpejskie | Slalom mężczyzn                  |
| Złoto  | Ole Einar Bjørndalen                                                              | Biathlon              | Sprint mężczyzn                  |
| Złoto  | Halvard Hanevold                                                                  | Biathlon              | Bieg indywidualny mężczyzn       |
| Złoto  | Bjørn Dæhlie                                                                      | Biegi narciarskie     | 10 km stylem klasycznym mężczyzn |
| Złoto  | Thomas Alsgaard                                                                   | Biegi narciarskie     | Bieg łączony mężczyzn            |
| Złoto  | Bjørn Dæhlie                                                                      | Biegi narciarskie     | 50 km stylem dowolnym mężczyzn   |
| Złoto  | Sture Sivertsen Erling Jevne Bjørn Dæhlie Thomas Alsgaard                         | Biegi narciarskie     | Sztafeta mężczyzn                |
| Złoto  | Bjarte Engen Vik                                                                  | Kombinacja norweska   | Gundersen                        |
| Złoto  | Halldor Skard Kenneth Braaten Bjarte Engen Vik Fred Børre Lundberg                | Kombinacja norweska   | Konkurs drużynowy                |
| Złoto  | Ådne Søndrål                                                                      | Łyżwiarstwo szybkie   | 1500 m mężczyzn                  |
| Srebro | Lasse Kjus                                                                        | Narciarstwo alpejskie | Zjazd mężczyzn                   |
| Srebro | Ole Kristian Furuseth                                                             | Narciarstwo alpejskie | Slalom mężczyzn                  |
| Srebro | Lasse Kjus                                                                        | Narciarstwo alpejskie | Kombinacja mężczyzn              |
| Srebro | Frode Andresen                                                                    | Biathlon              | Sprint mężczyzn                  |
| Srebro | Egil Gjelland Halvard Hanevold Dag Bjørndalen Ole Einar Bjørndalen                | Biathlon              | Sztafeta mężczyzn                |
| Srebro | Bjørn Dæhlie                                                                      | Biegi narciarskie     | Bieg łączony mężczyzn            |
| Srebro | Erling Jevne                                                                      | Biegi narciarskie     | 30 km stylem klasycznym mężczyzn |
| Srebro | Bente Martinsen Marit Mikkelsplass Elin Nilsen Anita Moen                         | Biegi narciarskie     | Sztafeta kobiet                  |
| Srebro | Daniel Franck                                                                     | Snowboarding          | Halfpipe mężczyzn                |
| Srebro | Stine Brun Kjeldås                                                                | Snowboarding          | Halfpipe kobiet                  |
| Brąz   | Ann-Elen Skjelbreid Annette Sikveland Gunn Margit Andreassen Liv Grete Skjelbreid | Biathlon              | Sztafeta kobiet                  |
| Brąz   | Bente Martinsen                                                                   | Biegi narciarskie     | 5 km stylem klasycznym kobiet    |
| Brąz   | Anita Moen                                                                        | Biegi narciarskie     | 15 km stylem klasycznym kobiet   |
| Brąz   | Eigil Ramsfjell Jan Thoresen Stig-Arne Gunnestad Anthon Grimsmo Tore Torvbråten   | Curling               | Turniej mężczyzn                 |
| Brąz   | Kari Traa                                                                         | Narciarstwo dowolne   | Jazda po muldach kobiet          |

## Wyniki reprezentantów Norwegii

### Biathlon
Mężczyźni
- Frode Andresen

sprint - 
bieg indywidualny - 9. miejsce
- Dag Bjørndalen

bieg indywidualny - 10. miejsce
- Ole Einar Bjørndalen

sprint - 
bieg indywidualny - 7. miejsce
- Egil Gjelland

sprint - 13. miejsce
- Halvard Hanevold

sprint - 8. miejsce
bieg indywidualny - 
- Egil Gjelland
Halvard Hanevold
Dag Bjørndalen
Ole Einar Bjørndalen

sztafeta - 
Kobiety
- Gunn Margit Andreassen

sprint - 56. miejsce
bieg indywidualny - 40. miejsce
- Annette Sikveland

sprint - 15. miejsce
bieg indywidualny - 8. miejsce
- Ann-Elen Skjelbreid

sprint - 37. miejsce
bieg indywidualny - 34. miejsce
- Liv Grete Skjelbreid

sprint - 23. miejsce
bieg indywidualny - 15. miejsce
- Ann-Elen Skjelbreid
Annette Sikveland
Gunn Margit Andreassen
Liv Grete Skjelbreid

sztafeta - 

### Bobsleje
Mężczyźni
- Arnfinn Kristiansen
Jørn Stian Dahl
Peter Kildal
Dagfinn Aarskog

Czwórki - 17. miejsce

### Biegi narciarskie
Mężczyźni
- Thomas Alsgaard

10 km stylem klasycznym - 5. miejsce
Bieg łączony - 
30 km stylem klasycznym - DNF
50 km stylem dowolnym - 6. miejsce
- Bjørn Dæhlie

10 km stylem klasycznym - 
Bieg łączony - 
30 km stylem klasycznym - 20. miejsce
50 km stylem dowolnym - 
- Anders Eide

50 km stylem dowolnym - 11. miejsce
- Erling Jevne

10 km stylem klasycznym - 7. miejsce
30 km stylem klasycznym - 
- Tor Arne Hetland

50 km stylem dowolnym - 24. miejsce
- Sture Sivertsen

10 km stylem klasycznym - 9. miejsce
Bieg łączony - 27. miejsce
30 km stylem klasycznym - 15. miejsce
- Sture Sivertsen
Erling Jevne
Bjørn Dæhlie
Thomas Alsgaard

sztafeta - 
Kobiety
- Trude Dybendahl

5 km stylem klasycznym - 8. miejsce
Bieg łączony - 11. miejsce
15 km stylem klasycznym - 6. miejsce
30 km stylem dowolnym - DNF
- Bente Martinsen

5 km stylem klasycznym - 
Bieg łączony - 9. miejsce
15 km stylem klasycznym - 6. miejsce
- Marit Mikkelsplass

5 km stylem klasycznym - 6. miejsce
Bieg łączony - 14. miejsce
15 km stylem klasycznym - 5. miejsce
30 km stylem dowolnym - 9. miejsce
- Anita Moen

5 km stylem klasycznym - 7. miejsce
Bieg łączony - 8. miejsce
15 km stylem klasycznym - 
- Elin Nilsen

30 km stylem dowolnym - 4. miejsce
- Maj Helen Sorkmo

30 km stylem dowolnym - 19. miejsce
- Bente Martinsen
Marit Mikkelsplass
Elin Nilsen
Anita Moen

sztafeta - 

### Curling
Mężczyźni
- Eigil Ramsfjell, Jan Thoresen, Stig-Arne Gunnestad, Anthon Grimsmo, Tore Torvbråten -

Kobiety
- Dordi Nordby, Marianne Haslum, Kristin Løvseth, Hanne Woods, Grethe Wolan - 6. miejsce

### Kombinacja norweska
Mężczyźni
- Kristian Hammer

Gundersen - 26. miejsce
- Fred Børre Lundberg

Gundersen - 16. miejsce
- Halldor Skard

Gundersen - DNF
- Bjarte Engen Vik

Gundersen - 
- Halldor Skard
Kenneth Braaten
Bjarte Engen Vik
Fred Børre Lundberg

sztafeta - 

### Łyżwiarstwo szybkie
Mężczyźni
- Remi Hereide

5000 m - 12. miejsce
10000 m - 15. miejsce
- Steinar Johansen

1500 m - 28. miejsce
- Grunde Njøs

500 m - DNF
1000 m - 14. miejsce
- Brigt Rykkje

1500 m - 29. miejsce
- Lasse Sætre

5000 m - 11. miejsce
10000 m - 7. miejsce
- Ådne Søndrål

1500 m - 
- Kjell Storelid

5000 m - 8. miejsce
10000 m - 5. miejsce
- Roger Strøm

500 m - 10. miejsce
1000 m - 34. miejsce
Kobiet
- Edel Therese Høiseth

500 m - 20. miejsce
1000 m - 14. miejsce
- Anette Tønsberg

1500 m - 17. miejsce
3000 m - 15. miejsce
5000 m - 13. miejsce

### Narciarstwo alpejskie
Mężczyźni
- Kjetil André Aamodt

zjazd - 13. miejsce
supergigant - 5. miejsce
gigant - DNF
kombinacja - DNF
- Hans Petter Buraas

slalom - 
- Ole Kristian Furuseth

slalom - 
- Finn Christian Jagge

slalom - 7. miejsce
kombinacja - DNF
- Lasse Kjus

zjazd - 
supergigant - 9. miejsce
gigant - 8. miejsce
kombinacja - 
- Harald Christian Strand Nilsen

gigant - DNF
- Tom Stiansen

slalom - 17. miejsce
gigant - 4. miejsce
Kobiety
- Trine Bakke

slalom - DNF
- Andrine Flemmen

gigant - 10. miejsce
slalom - DNF
- Trude Gimle

zjazd - 16. miejsce
supergigant - 25. miejsce
slalom - DNF
kombinacja - DNF
- Kristine Kristiansen

zjazd - DNF
supergigant - 17. miejsce
gigant - 22. miejsce
kombinacja - DNF
- Ingeborg Helen Marken

zjazd - 11. miejsce
supergigant - 19. miejsce
gigant - DNF
kombinacja - 13. miejsce

### Narciarstwo dowolne
Kobiety
- Kari Traa

jazda po muldach - 
- Hilde Synnøve Lid

skoki akrobatyczne - 6. miejsce

### Skoki narciarskie
Mężczyźni
- Espen Bredesen

Skocznia normalna - 36. miejsce
- Kristian Brenden

Skocznia normalna - 8. miejsce
Skocznia duża - 13. miejsce
- Roar Ljøkelsøy

Skocznia normalna - 40. miejsce
Skocznia duża - 9. miejsce
- Lasse Ottesen

Skocznia duża - 10. miejsce
- Henning Stensrud

Skocznia normalna - 23. miejsce
Skocznia duża - 38. miejsce
- Henning Stensrud
Lasse Ottesen
Roar Ljøkelsøy
Kristian Brenden

sztafeta - 4. miejsce

### Snowboard
Mężczyźni
- Kim Christiansen

halfpipe - 20. miejsce
- Daniel Franck

halfpipe - 
- Roger Hjelmstadstuen

halfpipe - 33. miejsce
- Klas Vangen

halfpipe - 15. miejsce
Kobiety
- Stine Brun Kjeldaas

halfpipe - 
- Anne Molin Kongsgård

halfpipe - 16. miejsce
- Christel Thoresen

halfpipe - 21. miejsce